# 9178 Momoyo
9178 Momoyo este un asteroid din centura principală de asteroizi.

## Descriere
9178 Momoyo este un asteroid din centura principală de asteroizi. A fost descoperit pe 23 februarie 1991 la Karasuyama de Shigeru Inoda și Takeshi Urata. El prezintă o orbită caracterizată de o semiaxă mare de 2,88 ua, o excentricitate de 0,08 și o înclinație de 2,3° în raport cu ecliptica.